# Forță Euler
În mecanica clasică forța Euler este forța aparentă tangențială care apare într-un sistem de referință în rotație⁠(d) neuniformă, folosită la analiza mișcării în cazul că viteza unghiulară a axelor sistemului de referință este neuniformă. Accelerația Euler  (numită astfel după Leonhard Euler), cunoscută și drept accelerația azimutală sau accelerația transversală este acea parte a accelerației absolute care este cauzată de variația vitezei unghiulare a sistemului de referință.

## Exemplu intuitiv
Forța Euler va fi simțită de o persoană care se dă într-un carusel. Pe măsură ce începe mișcarea, forța Euler va fi forța aparentă care împinge persoana spre spate; iar pe măsură ce mișcarea se oprește, aceasta va fi forța aparentă care va împinge persoana spre față. O persoană aflată în carusel la margine va percepe o forță aparentă mai mare decât o persoană aflată mai aproape de axa de rotație.

## Descriere matematică
Direcția și mărimea accelerației Euler sunt date, în sistemul de referință în rotație⁠(d), de:
{\displaystyle \mathbf {a} _{\mathrm {Euler} }=-{\frac {d{\boldsymbol {\omega }}}{dt}}\times \mathbf {r} ,}
unde {\displaystyle \omega } este viteza unghiulară a sistemului de referință, iar r este poziția vectorială a punctului din sistemul de referință. Forța Euler asupra unui obiect de masă m din sistemul de referință în rotație este atunci:
{\displaystyle \mathbf {F} _{\mathrm {Euler} }=m\mathbf {a} _{\mathrm {Euler} }=-m{\frac {d{\boldsymbol {\omega }}}{dt}}\times \mathbf {r} .}